# 松島世佳
松島 世佳（まつしま つぐよし、1946年〈昭和21年〉1月23日 - ）は、日本の政治家。元長崎県南島原市長（1期）。

## 来歴
長崎県出身。法政大学経済学部卒。卒業後は司法書士となり、有家町農業協同組合に勤務し、同町議会議員となる。1995年長崎県議会に初当選し、3期務める（無所属→自由民主党）。
2006年に南島原市が発足。これによる市長選挙に立候補し当選する。2010年の選挙で再選を目指したが、元有家町長の藤原米幸に敗れた。